# December (Måns Zelmerlöw-låt)
December, är en julsång skriven av Jörgen Elofsson, Andreas Carlsson och Niklas Strömstedt framförd av Måns Zelmerlöw på albumet Christmas with Friends från 2010. Låten låg på Svensktoppen mellan 12 december 2010 och 2 januari 2011 med sjunde plats som bästa placering. 2015 gjordes av cover av Wizex på deras album Nu börjar det likna jul.